# مارسلو موریتو
مارسلو موریتو (به پرتغالی: Marcelo Moretto de Souza) دروازه‌بان اهل برزیل است که در شهر Eldorado و در تاریخ ۱۰ مهٔ ۱۹۷۸ به دنیا آمده‌است.
مارسلو موریتو در تیم‌های فوتبال باشگاه فوتبال سان خوزه سابقهٔ حضور دارد.